# تیم ملی فوتبال مالاوی
تیم ملی فوتبال مالاوی نماینده کشور مالاوی در مسابقات بین‌المللی و آفریقایی است که زیر نظر فدراسیون فوتبال مالاوی فعالیت می‌کند.
اولین بازی رسمی این تیم در تاریخ ۱۵ اکتبر ۱۹۶۲ میلادی در برابر تیم ملی فوتبال غنا برگزار شده است.